# Rouville (Bas-Canada)
Pour les articles homonymes, voir Rouville.
Rouville (désigné Bedford jusqu'en 1829) est un district électoral de la Chambre d'assemblée du Bas-Canada ayant existé de 1792 à 1838.

## Histoire
Son territoire correspond à la rive est du haut Richelieu. Il est l'un des 27 districts électoraux instaurés lors de la création du Bas-Canada par l'Acte constitutionnel de 1791. Le district de Bedford est francisé Rouville en 1829. Un second siège est attribué au district en 1830. Il est suspendu de 1838 à 1841 en raison de la Rébellion des Patriotes. À partir de 1841, le district est conservé au sein du Parlement de la province du Canada.

## Liste des députés

### Siègeno1
| Années | Années      | Député                      | Parti       |
| ------ | ----------- | --------------------------- | ----------- |
|        | 1792 - 1796 | Melchior Hertel de Rouville | Canadien    |
|        | 1796 - 1800 | Nathaniel Coffin            | Bureaucrate |
|        | 1800 - 1804 | John Steel                  | Bureaucrate |
|        | 1805 - 1808 | William Sturge Moore        | Bureaucrate |
|        | 1808 - 1809 | William Sturge Moore        | Bureaucrate |
|        | 1809 - 1810 | John Jones                  | Bureaucrate |
|        | 1810 - 1814 | Alexis Desbleds             | Indépendant |
|        | 1814 - 1815 | Henry Georgen               | Bureaucrate |
|        | 1816 - 1820 | Thomas McCord               | Bureaucrate |
|        | 1820 - 1820 | Joseph Franchère            | Indépendant |
|        | 1820 - 1821 | John Jones                  | Indépendant |
|        | 1822 - 1824 | Joseph Franchère            | Indépendant |
|        | 1824 - 1827 | René Hertel de Rouville     | Indépendant |
|        | 1827 - 1830 | René Hertel de Rouville     | Indépendant |
|        | 1830 - 1832 | René Hertel de Rouville     | Indépendant |
|        | 1830 - 1832 | René Hertel de Rouville     | Indépendant |
|        | 1832 - 1834 | Théophile Lemay             | Indépendant |
|        | 1834 - 1838 | Pierre-Martial Bardy        | Patriote    |

### Siègeno2
| Années | Années      | Député                  | Parti    |
| ------ | ----------- | ----------------------- | -------- |
|        | 1830 - 1832 | Rémi-Séraphin Bourdages | Patriote |
|        | 1833 - 1833 | François Rainville      | Patriote |
|        | 1833 - 1834 | Pierre Careau           | Patriote |
|        | 1834 - 1838 | Pierre Careau           | Patriote |